# 1884 en littérature
| Années de la littérature : 1881 - 1882 - 1883 - 1884 - 1885 - 1886 - 1887    |
| Décennies de la littérature : 1850 - 1860 - 1870 - 1880 - 1890 - 1900 - 1910 |

Cet article présente les faits marquants de l'année 1884 en littérature.

## Essais
- Février :  Les Poètes maudits, recueil d’études critique de Verlaine.
- François Lenormant, Les origines de l'histoire d'après la Bible et les traditions des peuples orientaux (2 vol.), éd. Maisonneuve, Paris
- De l’expression dans les beaux-arts, essai de Sully Prudhomme.
- C. von der Goltz, La Nation armée (trad. Ernest Jaeglé ), éd. Hinrichsen & Cie, Paris

## Poésie
- 15 juillet : publication à Bruxelles, dans la Revue de La Jeune Belgique, de « Vers d'Amour », Poésies de Georges Rodenbach, poète symboliste belge.

- Paul Verlaine, Jadis et Naguère. L’Art poétique, de Verlaine (écrit en 1874) est publié dans Jadis et Naguère.
- Les Poèmes tragiques, recueil de Leconte de Lisle.

## Romans
- 26 novembre-25 février 1885 : publication sous forme de feuilleton dans le quotidien Gil Blas du roman Germinal d’Émile Zola, puis sous la forme de livre l'année suivante[1].

- Mark Twain, Les Aventures de Huckleberry Finn
- Joris-Karl Huysmans, À rebours.
- Les Sœurs Rondoli, de Guy de Maupassant.
- Jules Verne
  - L'Archipel en feu, in Le Temps du 29 juin au 3 août 1884.
  - L'Étoile du sud.
- Élémir Bourges, Le Crépuscule des dieux, mœurs contemporaines.
- Rachilde, Monsieur Vénus, roman matérialiste.
- Émile Zola, La Mort d'Olivier Bécaille (nouvelle).
- Paul Bonnetain (sous le pseudonyme de Marie Colombier), Les Mémoires de Sarah Barnum, satire contre Sarah Bernhardt

## Principales naissances
- 2 janvier : Jacques Chardonne, écrivain français († 29 mai 1968).
- 11 avril : León Felipe, poète et dramaturge espagnol († 18 septembre 1968).
- 29 juin : Pedro Henríquez Ureña, intellectuel, philologue, critique littéraire, humaniste, essayiste, poète et écrivain dominicain († 11 mai 1946).
- 30 juin : Georges Duhamel, écrivain et académicien français († 13 avril 1966).
- 29 octobre : Corrado Govoni, écrivain et poète italien. († 20 octobre 1965).